# Scene da un compleanno
Scene da un compleanno è stato un programma televisivo italiano e spin-off di Scene da un matrimonio, andato in onda su Canale 5 il 26 agosto 2023 con la conduzione di Anna Tatangelo.

## Il programma
Il programma era nato come spin-off del programma Scene da un matrimonio, in onda su Canale 5 dal 1990 al 1994 e nuovamente dal 2021 al 2023 e su Rete 4 dal 1994 al 1996, nel 2012 con il titolo di Nuove scene da un matrimonio e nel 2015.

### Il format
Il programma, nato da un'idea di Gianni Ippoliti, a differenza del format originale che si occupa di matrimoni, Scene da un compleanno racconta il giorno più importante ed emozionante di una persona: il giorno del compleanno. Inoltre, era stato realizzato da RTI con la collaborazione di Pesci Combattenti.
Il programma è stato uno dei primi docu-reality in Italia, avente come protagonisti i genetliaci e le rispettive famiglie con l'ausilio della conduttrice Anna Tatangelo, mai invadente durante le riprese dei momenti più emozionanti del programma. Inoltre, è stato uno dei programmi televisivi prodotti interamente senza l'ausilio di uno studio televisivo.

## Edizioni
| Edizione | Anno | Conduzione     | Periodo        | Periodo        | Puntate | Regia           |
| Edizione | Anno | Conduzione     | Inizio         | Fine           | Puntate | Regia           |
| -------- | ---- | -------------- | -------------- | -------------- | ------- | --------------- |
| 1ª       | 2023 | Anna Tatangelo | 26 agosto 2023 | 26 agosto 2023 | 1       | Jovica Nonkovic |

## Puntate e ascolti

### Prima edizione (2023)
La prima edizione di Scene da un compleanno è andata in onda su Canale 5 il 26 agosto 2023 dalle 14:10 alle 15:45, con la conduzione di Anna Tatangelo. La puntata, andata in onda subito dopo il termine della decima edizione del format originale, era dedicata al diciottesimo compleanno di Giusy Lacerenza, una studentessa di Barletta che frequenta il quarto anno del liceo scientifico.
| Puntata | Messa in onda  | Ascolti        | Ascolti | Protagonisti    | Protagonisti                                      | Protagonisti                     | Protagonisti             |
| Puntata | Messa in onda  | Telespettatori | Share   | Festeggiati     | Attività                                          | Residenza                        | Luogo dei festeggiamenti |
| ------- | -------------- | -------------- | ------- | --------------- | ------------------------------------------------- | -------------------------------- | ------------------------ |
| 1       | 26 agosto 2023 | 1 303 000      | 13,30%  | Giusy Lacerenza | Studentessa del quarto anno del liceo scientifico | Barletta (Barletta-Andria-Trani) | Astoria Palace di Corato |

## Audience
| Edizione | Rete televisiva | Anno | Stagione | Orario      | Durata | Programmazione | Programmazione | Programmazione | Programmazione | Programmazione | Programmazione | Programmazione | Collocazione | Telespettatori | Share  |
| Edizione | Rete televisiva | Anno | Stagione | Orario      | Durata | L              | M              | M              | G              | V              | S              | D              | Collocazione | Telespettatori | Share  |
| -------- | --------------- | ---- | -------- | ----------- | ------ | -------------- | -------------- | -------------- | -------------- | -------------- | -------------- | -------------- | ------------ | -------------- | ------ |
| 1ª       | Canale 5        | 2023 | estate   | 14:10-15:45 | 95 min |                |                |                |                |                |                |                | Day-time     | 1 303 000      | 13,30% |